# Рог (Петриковский район)
Рог (бел. Рог) — деревня в Птичском сельсовете Петриковского района Гомельской области Беларуси.
На юге граничит с лесом.

## География

### Расположение
В 22 км на северо-восток от Петрикова, 10 км от железнодорожной станции Птичь (на линии Лунинец — Калинковичи), 162 км от Гомеля.

### Гидрография
На севере и западе мелиоративные каналы.

## Транспортная сеть
Транспортные связи по просёлочной, затем автомобильной дороге Лунинец — Гомель. Планировка состоит из прямолинейной улицы, ориентированной с юго-востока на северо-запад, к которой присоединяются 3 короткие изогнутые улицы. Застройка деревянная усадебного типа, преимущественно односторонняя.

## История
По письменным источникам известна с XVIII века как селение в Мозырском повете Минского воеводства Великого княжества Литовского. После 2-го раздела Речи Посполитой (1793 год) в составе Российской империи. В 1811 году владение Аскерко. Согласно переписи 1858 года собственность казны. Обозначена на карте 1866 года, которая использовалась Западной мелиоративной экспедицией, работавшей в этих местах в 1890-е годы. В 1879 году обозначена в Копаткевичском церковном приходе. Согласно переписи 1897 года действовали часовня, хлебозапасный магазин. В 1910 году открыта школа, которая размещалась в наёмном крестьянском доме. В 1917 году в Копаткевичской волости Мозырского уезда Минской губернии.
В 1930 году организован колхоз. Во время Великой Отечественной войны оккупанты в марте 1943 года сожгли 121 двор и убили 56 жителей. 74 жителя погибли на фронте. Согласно переписи 1959 года в составе колхоза «40 лет Октября» (центр — деревня Птичь). Действовали отделение связи, клуб, 9-летняя школа, библиотека, фельдшерско-акушерский пункт.

## Население

### Численность
- 2004 год — 120 хозяйств, 285 жителей.

### Динамика
- 1811 год — 24 двора.
- 1834 год — 27 дворов, 186 жителей.
- 1858 год — 32 двора, 205 жителей.
- 1897 год — 83 двора, 525 жителей (согласно переписи).
- 1917 год — 706 жителей.
- 1921 год — в деревне и на соседних хуторах 133 двора, 756 жителей.
- 1940 год — 195 дворов.
- 1959 год — 765 жителей (согласно переписи).
- 2004 год — 120 хозяйств, 285 жителей.

## Известные уроженцы
- И. Е. Самбук — Герой Советского Союза.
- Д. И. Герасименко- Главный Сыночка Залесского Лесничества.